# Thoraxapertur
Die Thoraxaperturen stellen eine Begrenzung des knöchernen Brustkorbs (Thorax) dar. Der Brustkorb besitzt beim Menschen jeweils eine obere und eine untere, bei Quadrupeden dementsprechend eine vordere und hintere Öffnung.

## Einteilung
Die obere Thoraxapertur (Apertura thoracis superior), in der Tieranatomie als vordere Thoraxapertur (Apertura thoracis cranialis) bezeichnet, wird vom Oberrand des Brustbeins (Manubrium sterni), dem 1. Rippenpaar und vom 1. Brustwirbel begrenzt. Die Öffnung zeigt eine leichte Neigung nach vorne und schließt nach oben mit dem Hals ab. Durch die obere Thoraxapertur treten viele wichtige Strukturen wie die Luft- und Speiseröhre, große Blutgefäße, Nerven und Lymphgefäße.
Die untere Thoraxapertur (Apertura thoracis inferior), in der Tieranatomie als hintere Thoraxapertur (Apertura thoracis caudalis) bezeichnet, wird vom Schwertfortsatz des Brustbeins (Processus xiphoideus), den Rippenbogen, dem 12. Rippenpaar, den Enden des 11. Rippenpaares und vom 12. Brustwirbel umgeben. Sie markiert den Übergang vom Brust- zum Bauchraum und wird vom Zwerchfell durchspannt. Sie ist vom Umfang wesentlich größer als die obere Thoraxapertur.